# Краков-Подгуже
Краков-Подгуже (пол. Kraków Podgórze) — пассажирская железнодорожная станция (остановочный пункт) и путевой пост в городе Краков (район Подгуже) в Малопольском воеводстве Польши. Включила в себя, как платформу №2, бывший остановочный пункт Краков-Кшемёнки на Линии №94.

## История
Остановочный пункт Краков-Подгуже появился в связи со строительством соединительной Линии №624 Краков-Заблоце — Краков-Бонарка, благодаря которой поезда от станции Краков-Главный могли бы ездить в юго-западном направлении, до станций Закопане, Освенцим и Скавина, без необходимости смены направления движения поезда и обгона локомотива, если это не моторвагонный состав, на станции Краков-Плашув. Решение о строительстве данной линии PKP приняла в 2015 году .
16 сентября 2015 года PKP заключило контракт на сумму 258 миллионов злотых с компаниями „Budimex “и „Ferrovial Agroman“ на строительство новой линии, который включал в себя и строительство пассажирской платформы на ней, рядом с существовавшим остановочным пунктом Краков-Кшемёнки, который подвергался реконструкции. Работы по строительству новой Линии №624 начались 13 марта 2016 года, в связи с чем остановочный пункт Краков-Кшемёнки был временно закрыт. 

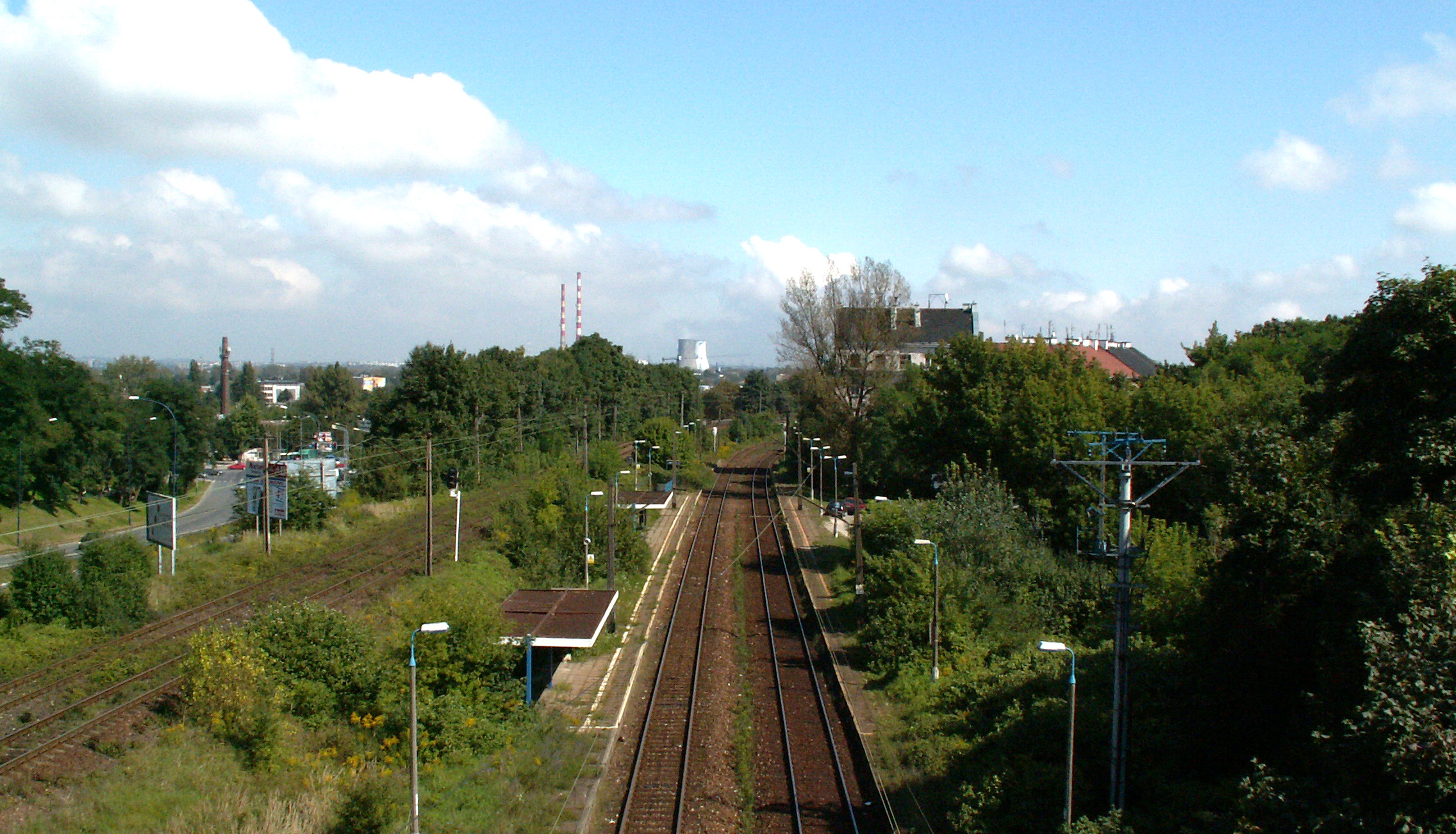
Остановочный пункт Краков-Кшемёнки до реконструкции (2016 год)

Новая двухпутная линия от станции Краков-Бонарка до станции Краков-Кшемёнки частично прошла по трассе путей существовавшей линии №603, которой был отдан один из путей Линии №94, ставшей в результате однопутной. Низкие платформы были снесены, вместо них на Линии №94 построена одна высокая боковая платформа. Остановочный пункт возобновил свою работу 24 июня 2016 года. При этом был также реконструирован существовавший пешеходный подземный переход, проходивший под Линиями №№ 904 и 603 (место последней заняла Линия №624): он получил выход на новую островную платформу Линии 624, открытую 9 декабря 2017 года.
Именно с 9 декабря 2017 года отсчитывается время существования нового остановочного пункта Краков-Подгуже: прежний остановочный пункт Краков-Кшемёнки был упразднен, его высокая боковая платформа на Линии №94 стала называться платформой №2 станции Краков-Подгуже. Новая островная платформа получила №1.
Название остановочному пункту было дано по месту его расположения в района Кракова Подгуже. Следует отметить, что это название остановочный пункт в данном месте уже носил в 1924–1939 и 1945–1960 гг..

## Настоящее время
Через остановочный пункт Краков-Подгуже проходят три линии: Линия №94 Краков-Плашув — Освенцим, Линия №603 Краков-Прокоцим-Товарный — Краков-Бонарка и Линия №624 Краков-Заблоце — Краков-Бонарка.
Линия №624 — двухпутная, на ней, между путями, расположена островная платформы №1, у которой останавливается подавляющее большинство региональных поездов машрута Краков — Закопане (с ответвлениями в Живец, Вадовице и Бельско-Бяла), обслуживаемых национальным трнспортным оператором „Polregio“, следующие от Краков-Подгуже по Линии №94 до станции Краков-Главный.
Также у платформы №1 останавливаются пригородные поезда маршрута SKA2 Краков-Главный — Скавина — Пшецишув, обслуживаемые транспортным оператором Малопольского воеводства «Малопольская железная дорога» („Koleje Małopolskie“).  
Линия №94 однопутная, на ней расположена боковая платформа №2, ранее относившаяся к упраздненному остановочному пункту Краков-Кшемёнки. У платформы №2 останавливается одна пара в сутки, следующих по маршруту Краков-Плашув — Закопане, которые от Краков-Подгуже следуют по Линии №94 до станции Краков-Плашув. 
На однопутной линии №603 осуществляется только грузовое движение, платформы на ней нет.
В расписаниях как платформа №1, так и платформа №2 остановочного пункта Краков-Подгуже, выделяются отдельной строкой.
В 2021 году платформа №1 остановочного пункта Краков-Подгуже обслуживала от 20 до 49 пассажиров в день, а платформа №2 — от 10 до 19 пассажиров в день.

## Интересные факты
Визуальным продолжением островной платформы №1 остановочного пункта Краков-Подгуже являются шумопоглощающие экраны, идущие по обеим внешним сторонам линии №624 почти на всем протяжении  платформы, а также конструкции виадука линии, переброшенного над аллеей Силезских повстанцев, начинающегося практически сразу за платформой. Экраны непрозрачные, покрыты синей фольгой. Также в синий цвет выкрашены защитные кожухи над пилонами и тросами висячих, по типу конструкции, виадуков - с белыми вставками, возможно, напоминающими снежные вершины расположенных неподалёку Татр.
Подобное цветовое решение вызвало резкое неприятие местных жителей — особенно в свете того, что не была продумана схема доступа к платформам Краков-Подгуже, особенно для маломобильных пассажиров. В результате, согласно опросу, организованному газетой «Наш  город», комплекс сооружений остановочного пункта Краков-Подгуже вощел в первую десятку «самых уродливых примеров польской архитектуры», завершенных строительством в 2017 году, заняв при этом «почетное» восьмое место.  

## Галерея

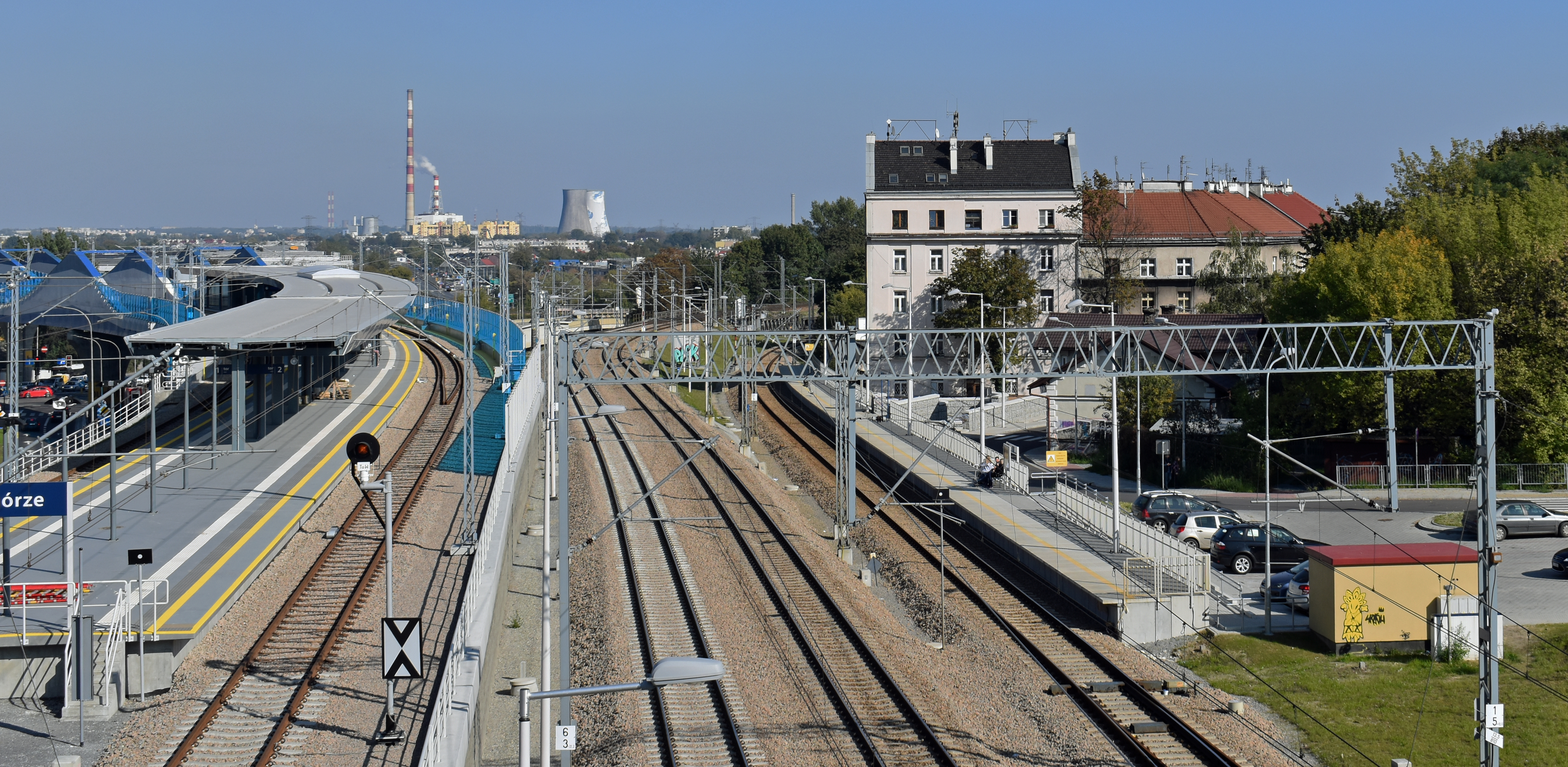
Платформа №2 на Линии №94 справа, в центре два пути грузовой линии №603, слева платформа №1 линии №624
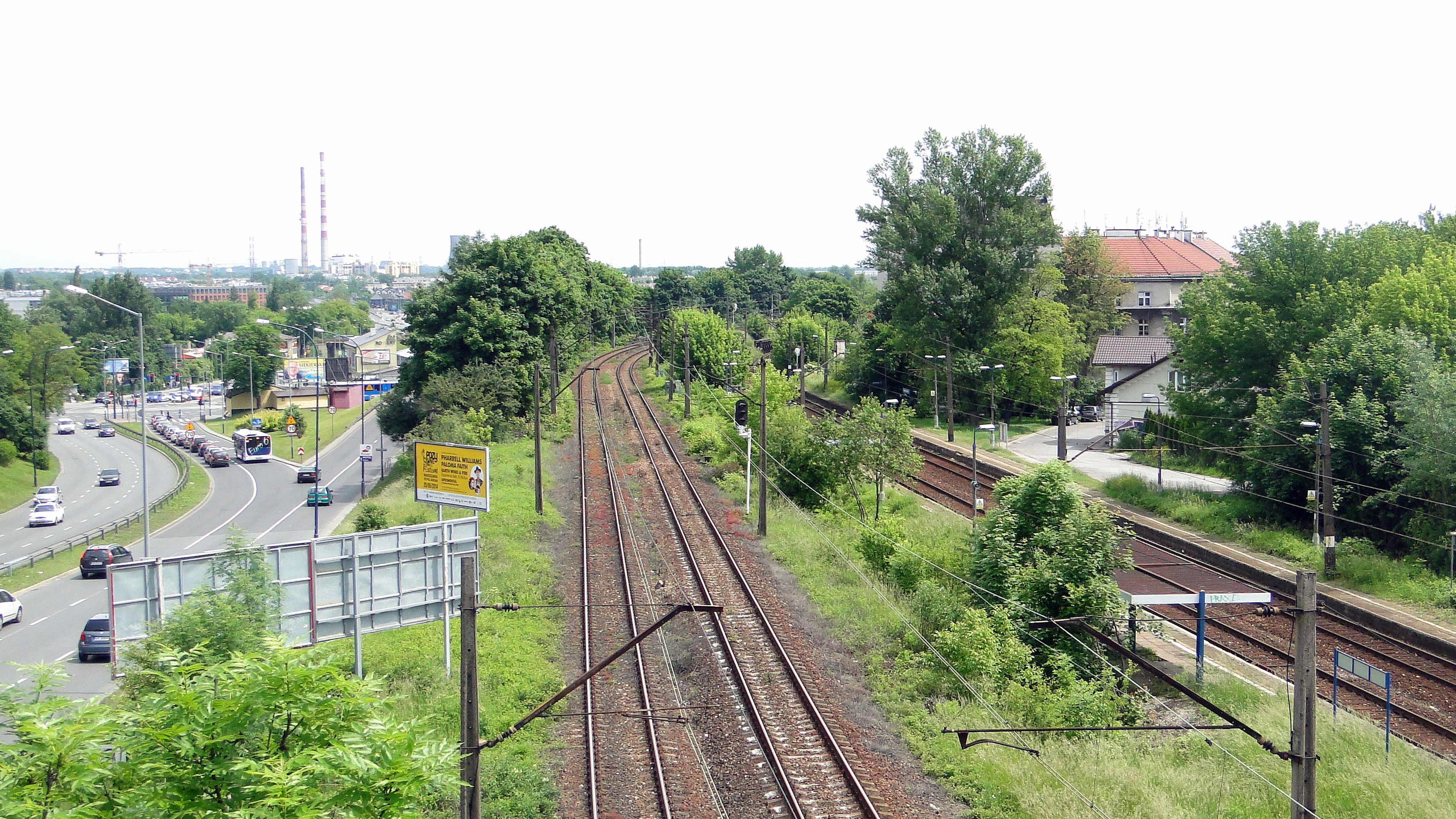
Остановочный пункт Краков-Кшемёнки на Линии №94 (справа) в 2016 году до реконструкции, в центре два пути грузовой линии №603
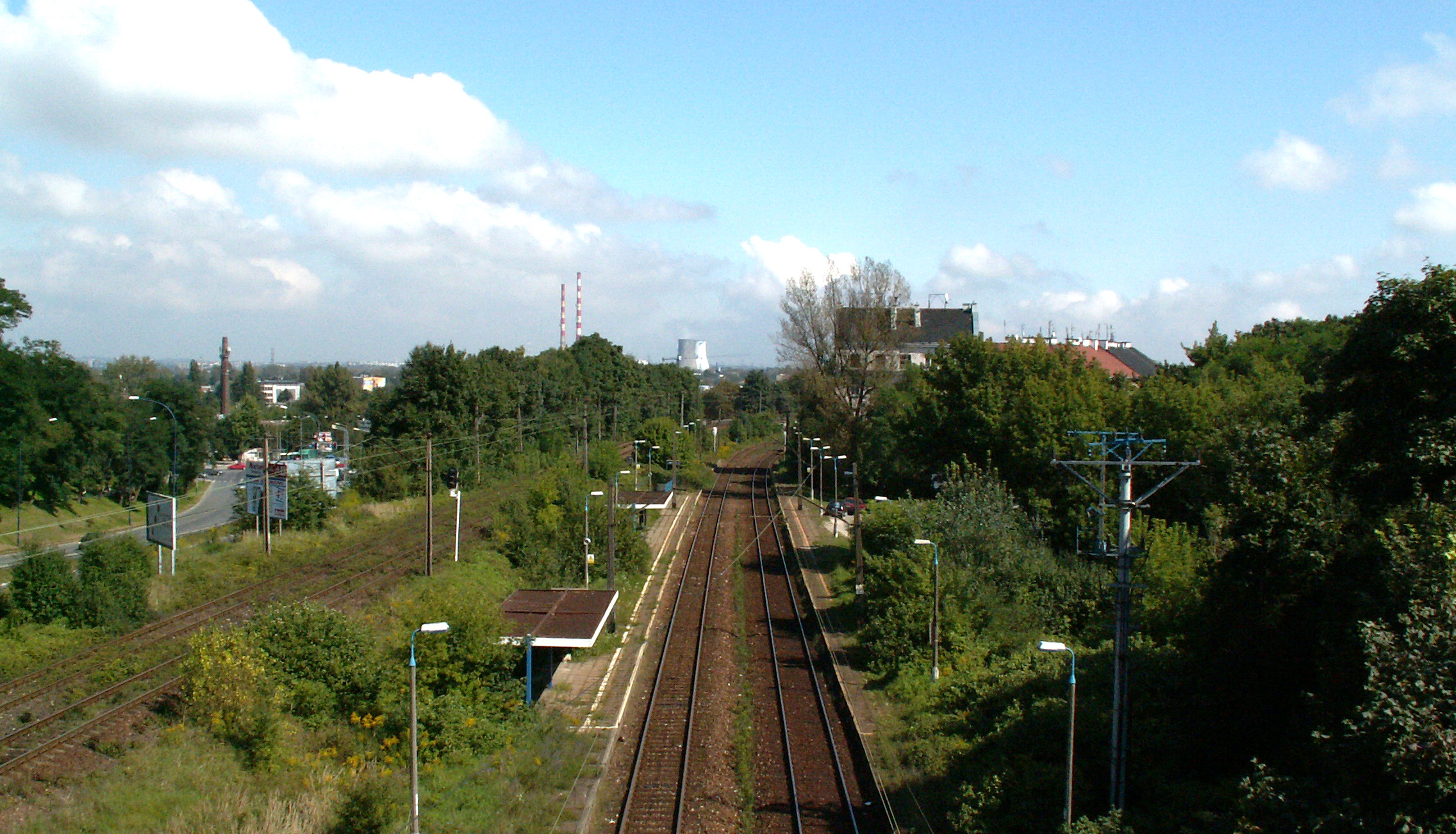
Остановочный пункт Краков-Кшемёнки на Линии №94 в 2016 году до реконструкции